# Pelexia trachyglossa
Pelexia trachyglossa är en orkidéart som först beskrevs av Friedrich Fritz Wilhelm Ludwig Kraenzlin, och fick sitt nu gällande namn av Guido Frederico João Pabst. Pelexia trachyglossa ingår i släktet Pelexia och familjen orkidéer. Inga underarter finns listade i Catalogue of Life.